# Модра-над-Цірохоу
Модра-над-Цірохоу, або Модра-над-Цирохою (словац. Modra nad Cirochou) — село в Словаччині, Гуменському окрузі Пряшівського краю. Розташоване в північно-східній частині Словаччини на північних схилах Вигорлату в долині Цірохи.
Уперше згадується у 1451 році.
У селі є римо-католицький костел з 1764 року збудований в стилі бароко, після пожежі у 1807 році оновлений, перебудований у 1940–1942 рр.

## Населення
| Рік:            | 1994. | 2004.   | 2014.   | 2024.   |
| --------------- | ----- | ------- | ------- | ------- |
| Кількість осіб: | 1093  | 1030    | 1007    | 949     |
| Різниця:        |       | -5,76 % | -2,23 % | -5,75 % |

| Рік:            | 2023. | 2024.   |
| --------------- | ----- | ------- |
| Кількість осіб: | 956   | 949     |
| Різниця:        |       | -0,73 % |

У селі проживає 1.013 осіб.
Національний склад населення (за даними останнього перепису населення — 2001 року):
- словаки — 99,43 %,
- русини — 0,19 %,
- угорці — 0,19 %,
- чехи — 0,19 %.

Склад населення за приналежністю до релігії станом на 2001 рік:
- римо-католики — 99,24 %,
- греко-католики — 0,48 %,
- не вважають себе вірянами або не належать до жодної вищезгаданої конфесії — 0,29 %.